# 厳格に訊け!
『厳格に訊け!』（げんかくにきけ!）は、小林よしのりによる日本の漫画作品。『週刊ヤングサンデー』（小学館）に定期連載されていた。単行本は全2巻、文庫版全1巻。

## あらすじ
息子達也の通う王舞我（おうまいが）高等学校の用務員となった厳格が、人生相談の師として様々な悩みと戦いに打ち勝ってゆく。
「人生相談」をエンターテイメントである漫画の中に取り入れた作品で、作中人物の悩みだけではなく、読者から寄せられた相談に厳格が答えるといったことも行われた。読者投稿欄の一環として漫画の登場人物が答える人生相談コーナーというのは過去にも例がある（例えば、『巨人の星』の星一徹の人生相談など）が、漫画本編内で人生相談が繰り広げられるという漫画は非常に珍しい。

## 登場人物
村田 厳格（むらた げんかく）
本作品の主人公。13年前に修行の旅に出た後、悟りを開き若者の悩みを聞くために俗世に舞い戻る。アドバイ宗の開祖。口癖は「悩んどるな悩んどるな人として…人はみな悩んでるタール人」。
村田 達也（むらた たつや）
厳格の一人息子。王舞我高等学校に通う。
村田 小百合（むらた さゆり）
厳格の妻。厳格が修行に旅立った後に寺を保育園として生計を立てている。
静香（しずか）
村田達也の同級生で恋人。八苦の塔最終戦で恥態を晒された後、一切登場しなくなる。
影山（かげやま）
達也の同級生。情けないが人情のあるブ男。
白川 麗子（しらかわ れいこ）
今井 ゆり子（いまい ゆりこ）
人気アイドル。あだ名は「ゆりピュー」。
臭香 唯（くさか ゆい）
モデルはアイドルの浅香唯。
風間 完平（かざま かんぺい）
南野 純子（みなみの じゅんこ）

### 八苦の塔編
煩野 業三（ぼんの ごうぞう）
煩野家当主。
煩野 尾砂樹（ぼんの おざき）
煩野家の長男。モデルは尾崎豊。
御安心軍団（ごあんしんぐんだん）
煩野家の人々の悩みを解決する為に雇われた人々。厳格と悩み相談対決をする。
村田 優格（むらた ゆうかく）
厳格の兄だが、御安心軍団の最後の刺客。
左門悟苦郎 (さもんごくろう）
　　幼い頃から肉体労働を続けたため自分のペニスも労働を助けるお助け棒だと思い込んでいた。

### 江呂井との対決編
江呂井 英雄（えろい ひでお）
管理教育をモットーとするスパルタ教師。モデルは小林のチーフアシスタントの広井英雄。
本田 美沙（ほんだ みさ）
王舞我高校の現代国語の教師。
新倉 和哉（にいくら かずや）
秀才。
山福 あけみ（やまふく あけみ）
秀才で巨乳。眼鏡をとると美人。
御茶ノ子 菜斉（おちゃのこ さいさい）
王舞我高校の校長。

### その他
特に連載初期において、小林のアシスタント経験者が悩みを打ち明けるゲストキャラクターとして登場しているが、第8話「アダルトなビンビン」に登場した大平かずおもアシスタント経験者である。